# Розалин Ялоу
Розалин Съсман Ялоу (на английски: Rosalyn Sussman Yalow) е американска биофизичка, носителка на Нобелова награда за физиология или медицина за 1977 година заедно с Роже Гиймен и Андрю Шали. Тя е втората американка, която получава това признание след Гърти Кори.

## Биография
Ялоу е родена на 19 юли 1921 година в Ню Йорк, където завършва колежа „Хънтър“ през януари 1941 година. Преди да постъпи да учи там, известно време е секретарка на биохимика Рудолф Шьонхаймер и имунолога Майкъл Хайделбергер. Тя е първата жена, дипломирала се в колежа като бакалавър по физика. През февруари 1941 година получава покана да стане асистент по физика в Университета на Илинойс в Ърбана-Шампейн, основно по причина, че заради войната много мъже са заминали на фронта и университетът предпочита да даде стипендии за следване на жени, вместо да затвори врати.
Ялоу продължава следването си във висшето техническо училище към Университета на Илинойс, където е единствената жена в курс от 400 студенти. През 1945 година защитава доктората си с конструирането на апаратура за количествен анализ на радиоактивни вещества. От 1945 до 1950 година се връща в колежа „Хънтър“ като преподавател по физика, където нейна ученичка е Милдред Дреселхаус, която Ялоу насочва да продължи да се занимава с физика.
От 1947 of 1950 година Ялоу е по съвместителство и консултант на отделението по радиотерапия в правителствената болница за ветерани от войните. От 1950 година е щатен служител на болницата, където заедно със сътрудника си радиолог-интернист Соломон Берсън са измежду първите, които прилагат радиоизотопи в диагностиката на заболявания на щитовидната жлеза, както и при определянето на кръвния обем и разпределението на серумните белтъци в телесните течности. През 1968 година Ялоу е избрана за професор и назначена за ръководител на радиоизотопното отделение. От 1970 година е директор на нуклеарното отделение в болницата.
Ялоу е член на Националната академия на науките на САЩ, Нюйоркската академия на науките, Американската асоциация по медицинска физика, Дружеството за радиационни изследвания и Дружеството по ендокринология в САЩ.

## Научни приноси
Комбинираното приложение на радиоизотопи и имунологични методи, предложено от Ялоу и Берсън и наречено радиоимунологичен анализ (Radioimmunoassay, RIA), прави възможно количественото определяне на хормони, антитела и други биологично активни вещества, чиито концентрации в телесните течности са толкова малки, че не могат да бъдат измерени по други начини. Сред най-важните приложения на разработения от тях метод саː за измерване и дозиране на инсулина в кръвта; за определяне на количествата хормони на хипофизата; за откриване на антитела срещу вируса на епидемичния хепатит в кръв от дарители.

## Признание
През 1977 година Нобеловият комитет връчва на Розалин Ялоу половината от Нобеловата награда за физиология или медицина. Другата половина си я поделят Роже Гиймен и Андрю Шали.